# Frère Orban (Schiff)
Frère Orban ist der Name eines Fahrgastschiffes, das ursprünglich auf Rhein und Mosel und dann lange auf dem Neckar im Einsatz war, ehe es nach Belgien verkauft wurde.

## Geschichte
Das Schiff wurde 1955 für Ferdinand Braun, der Ausflugsfahrten und einen Fährbetrieb zur Insel Nonnenwerth anbot, auf der Schiffswerft Schmidt gebaut. Braun gab ihm den Namen Rolandsbogen, den bereits zwei Vorgänger getragen hatten: die 1952 gebaute Rolandsbogen und die deutlich ältere Rolandsbogen, die er beide nur kurz in Betrieb gehabt hatte. Mit der dritten Rolandsbogen, die einen geschlossenen Aufbau und eine deutlich größere Kapazität hatte, war seinen Ansprüchen dann Genüge getan. Laut Alex Bohrer war diese dritte Rolandsbogen ursprünglich 23 Meter lang und 5 Meter breit.
1963 wechselte das Schiff den Besitzer. Als Burg Eberbach fuhr es drei Generationen lang für die Familie Kappes, der die Eberbacher Personenschiffahrt gehörte. In Zeiten, in denen die Personenschifffahrt florierte und auch Linienfahrten auf dem Neckar angeboten wurden, hatte die Eberbacher Personenschifffahrt zahlreiche Schiffe im Einsatz, etwa bis 2008 die Otto Kappes, außerdem die Marion, die Katzenbuckel und die Stolzeneck. Doch die Verhältnisse änderten sich und für die Burg Eberbach wären schließlich so hohe Investitionen nötig gewesen, dass Andreas Kappes um das Jahr 2013 beschloss, sich von dem Schiff zu trennen.
Unter anderem verhinderte die feste Bestuhlung eine Umgestaltung für individuelle Feiern auf dem Schiff, und die Tatsache, dass die Burg Eberbach keinen zweiten Motor besaß, stellte bei Anlegemanövern eine Herausforderung dar, der man sich mit moderneren Schiffen nicht zu stellen hatte. Dennoch hatte Kappes einiges in das Schiff investiert. So besaß die Burg Eberbach, als sie zum Verkauf ausgeschrieben werden sollte, eine neue Maschine von Iveco, neue Toilettenanlagen und ein neues Steuerhaus, wurde aber nach wie vor ohne maschinelle Unterstützung über einen Seilzug gesteuert. Andreas Kappes erinnerte sich gerne an Sondereinsätze mit dem Schiff zurück. Zum Beispiel hatte die Burg Eberbach beim Stuttgarter Hafengeburtstag als Fähre gedient und war alljährlich von den Adlerfreunden zum Auftakt der Eishockeysaison für die Fahrt nach Mannheim verwendet worden. Aber da 2019 neue Richtlinien in Kraft treten sollten, die umfangreiche Veränderungen an dem Schiff erfordert hätten, sah er sich lieber nach einem Käufer im Ausland um. Alternativ hätte das Schiff komplett umfunktioniert werden müssen, um z. B. als schwimmendes Vereinsheim weitergenutzt zu werden. Die Burg Eberbach war, als sie verkauft werden sollte, 26,55 Meter lang und für den Transport von 200 Personen zugelassen. In früheren Zeiten waren 250 und zeitweise sogar 300 Personen gestattet gewesen.
2016 wurde bekannt, dass Kappes einen Käufer in Belgien gefunden hatte, der zwar selbst kein Schifferpatent hatte, aber bereits für genügend Personal gesorgt hatte, um das Schiff weiter betreiben zu können. Er stellte sich eine nur behutsame Umgestaltung vor, um die ehemalige Burg Eberbach im „Vintage-Look“ nutzen zu können. Andreas Kappes, der das Schiff zusammen mit einigen Eberbacher Rentnern auf die Maas überführen wollte, hatte zu diesem Zeitpunkt bereits für ein Nachfolgeschiff gesorgt: Die Petra Kappes war 2015 getauft worden. Ob Kappes damals die als Kaufpreis geforderten 180.000 Euro für sein altes Schiff erhalten hatte, teilte er nicht öffentlich mit.
Am 15. November 2016 lief die Burg Eberbach zum letzten Mal aus Eberbach aus. Ziel war ihr künftiger Heimathafen Liège.
Doch wenige Wochen später wurde das Schiff auf einer Werft in Maasbracht in den Niederlanden durch ein Feuer großenteils zerstört. Bei Schweißarbeiten im Maschinenraum hatten Kabel und Schweröl Feuer gefangen, zeitweise bestand auch die Gefahr, dass Gasflaschen an Bord der Burg Eberbach explodieren könnten. Laut einem Artikel in der Rhein-Neckar-Zeitung wurde das Schiff bei dem Brand vollständig zerstört, doch dies stellte sich später als Übertreibung heraus.
Gerettet wurden allerdings nur die Schale und der Motor. Da der Besitzer einen Vertrag mit der Stadt Liège zu erfüllen hatte und der Rechtsstreit nach dem Brand zu lange dauerte, kaufte er 2017 noch das Fahrgastschiff Stuttgart. Dieses 1957 unter der Baunummer 109 auf der Schiffswerft Schmidt in Oberkassel gebaute Schiff fährt mittlerweile unter dem Namen Atlas V.
Die weitgehend zerstörte ehemalige Burg Eberbach wurde als Eindecker wieder aufgebaut und 2018 auf ihren neuen Namen Frère Orban getauft. Obwohl der Schiffsrumpf bei dem Feuer nicht zerstört worden war, war das Schiff nach dem Wiederaufbau nur noch 25 Meter lang und für 150 Personen zugelassen.